# Uruk
Uruk (sumerül URUUNU(G), ékírásban 𒌷𒀔, a Bibliában Erek, mai arab nevén Varka, Irak) az egyik legősibb ókori mezopotámiai, sumerek lakta városállam volt Sumer földjén, az Eufrátesz alsó folyásánál. Már az Ubaid-korszak kezdetén lakták, és egészen az i. e. 3. századig, mintegy ötezer éven át lakott település volt. Irak országának elnevezése is Uruk városának nevéből ered.
Kiemelkedő jelentőségű volt a város két szentélykörzete: a Kulaba, melyet An égistennek szenteltek, és Inanna szerelem- és termékenységistennő – későbbi, akkád eredetű nevén Istár – lakhelye, az Éanna.
Uralkodói kezdetben valószínűleg az en címet viselték, ami egyben a templom főpapi tisztségét is jelentette. Később, a Sumer feletti főhatalommal a lugal cím is megjelent, és a két cím – bár viszonyuk nem teljesen tisztázott – függetlenül létezhetett. Az en cím később is az egyik főpapi méltóságot jelentette Mezopotámia történetében.

## Korai története
Uruk i. e. 4. évezredben domináns szerepet játszott a térségben, innen a korabeli régészeti kultúra elnevezése: Uruk-kultúra. Eleinte a város ellátására mintegy 6 kilométeres sugarú földterületre volt szükség, de az évezred végére a város a kor legnagyobb és legnépesebb településévé nőtte ki magát, és mintegy 16 kilométeres sugarú területet ellenőrzött közvetlenül. A város jelentősen fejlődött, népessége becslések szerint ekkor már elérhette az 50 ezer főt. Feltehetőleg itt lehetett a világ első nagyvárosa.
A kereskedőváros hajdani befolyása több helyen érzékelhető, többek között Eriduban, emellett az Uruk-kultúra közvetett hatásait egészen a Földközi-tengerig, Délnyugat-Iránig és Észak-Mezopotámiáig éreztette. Sok helyen olyan jelentős a kulturális hasonlóság, hogy feltételezhető az urukiak kolóniaalapítása. Erre nyilván a legfontosabb nyersanyagok, (épületfa, fémek) biztosítása miatt volt szükség. Írásos források hiányában azonban nem tudjuk pontosan, hogy az uruki uralkodók politikai befolyása meddig terjedt.
Uruk az észak-mezopotámiai eredetű Dzsemdet Naszr-korszakban (i. e. 3100–2900 körül) hanyatlani kezdett, és ebből a korból kevés épülete maradt fenn. Vallási súlya is csökkent, mivel a sumer panteonban An pozícióját átvette Enlil, akinek Nippurban volt a szentélye.

## Az i. e. 3. évezred
Nem véletlen, hogy a tekintélyes gazdagságot felhalmozó településen jött létre az írás – a legendás hagyomány szerint Enmerkar király találta fel. Az ékírás fejlődése végigkövethető a leletek alapján a kezdetektől egészen a kiforrott szövegekig. Az első írott emlékek kb. Kr. e. 3300-ra datálhatóak – ennek ellenére még vagy ezer évnek kellett eltelnie, hogy az események rekonstrukciójához szükséges feliratok maradjanak ránk.
A várost a kora dinasztikus korban kb. 9,5 kilométeres fal vette körül, amit a hagyomány szerint Gilgames király emeltetett, bár a legkorábbi uruki eposzok (uruki epikus ciklus) szerint valójában Enmerkar volt az építtető. Fontos személy lehetett még az uruki történelemben Lugalbanda is, aki az eposzok harmadik főszereplője. A sumer királylista szerint a királyság Mebarageszi fia, Agga kisi királytól szállt Urukba. Igaz, a lista szerint nem Gilgamesre, aki a dinasztia ötödik királya volt, viszont a Gilgames-eposz megemlékezik az uruki király és Agga összecsapásáról, tehát nyilván kortársak voltak és Gilgames elődei Kis királyának vazallusai lehettek. Mebarageszi – neve itt az uralkodói mivoltát jelző Enmebarageszi – létezését feliratos leletek is igazolják. A fal építése is nyilván összefügg azzal, hogy Gilgames függetlenítette magát Aggától és így már szabad volt falat építenie saját hatalma megvédésére.
A kora dinasztikus kor végén a megszaporodó és megerősödő sumer államok között versengés, folyamatos háborúskodás alakult ki. Uruk ebben csak másodrendű szerepet játszott: a keselyűsztélé tanúsága szerint a lagasi Éannatum elfoglalta. Később Lugalkiginedudu egyesítette Urral. Lugalzageszi, az ummai uralkodó végül meghódította Urukot, mielőtt i. e. 2334-ben Sarrukín le nem győzte. Ekkor az Akkád Birodalom része lett.

## A sumer reneszánsz
Uruk királya volt Utu-hégál (i. e. 2119 – i. e. 2113), aki legyőzte az Akkád Birodalmat megdöntő gutikat. Utódja Ur katonai kormányzója, Ur-Nammu lett, aki Ur és Uruk mellett Eridut, Nippurt, Kist és számos más települést is uralma alá hajtott. Ő a szakrális legitimáció érdekében egyik fiát az uruki Inanna-templom papjává tette. A III. uri dinasztia bukását hozó elámi támadásban (i. e. 2004) Uruk súlyos károkat szenvedett.

## Az óbabiloni kor
A következő évszázadok hatalmi vetélkedésében Uruk nem vett részt, végül az azoknak véget vető Hammurapi hódította meg i. e. 1787-ben. Utóda, Szamszuilúna ellen fellázadt a larszai bitorlót, II. Rím-Színt támogatva, ám i. e. 1739-ben falait lerombolták. Ugyanekkor súlyos gazdasági válság rázta meg Sumert, amiből valószínűsíthető, hogy az óbabiloni király elterelte az Eufráteszt. A terület ekkor elnéptelenedett, elhagyottá vált.

## A későbbi idők
Uruk a továbbiakban sokat vesztett hajdani fényéből és jelentőségéből. Végül az Újasszír Birodalom részeként úgy tűnt, hogy ismét szebb idők kezdődnek: nagy helyőrséget telepítettek ide, ami fellendítette a helyi gazdaságot. Ez azonban már későn történt – az asszírokat megbuktató Nabú-apal-uszurnak hiába próbált ellenállni. Az Újbabiloni Birodalom idején a város korlátozott belső autonómiával rendelkezett, és II. Nabú-kudurri-uszur uralkodása alatt templomait felújították. Nabú-naid feliratának tanúsága szerint több más várossal egyetemben fellázadt az uralkodó ellen, talán Szín kultuszának támogatása miatt. Nem sokkal ezután a város egész Babilóniához hasonlóan a Perzsa Birodalom részévé vált. Templomait még a Szeleukida-dinasztia és a Parthus Birodalom korában is felújították. A templomok felújítására utoljára az i. e. 3. századból van bizonyíték, a belváros az i. e. 1. században leégett. A templomok helyén lakónegyed épült, és a lakóházakból előkerült érmeleletek a 4. századig vezetnek. Eközben azonban fokozatosan elnéptelenedett, végül eltűnt a történelem színpadáról.

## A feltárás
Urukot német régészcsoport kezdte feltárni 1912-ben. 1928-1939 között ismét ásatások folytak, majd 1954-től kezdődően megint. Gazdag írásos és tárgyi leletanyag került elő, és a város hajdani kinézetéről is képet alkothatunk. A homokkal fedett lelőhelyet az iraki háborúban holland CIMIC-erők (a NATO égisze alatt működő, civil szakértőkből képzett fegyveresek) őrizték 2003-ban.
A romok 550 hektáros területet borítanak, a településrétegek 18-28 méter mélységet ölelnek fel, így a teljes feltárás csak hosszú évek múltán fejeződhet be. Kb. 100 hektár egyelőre teljesen feltáratlan.
A legkiemelkedőbb jelentőségű kutatás eddig az ókori Éanna településmaradványa, amely 29 lakórétegből áll, az i. e. 5. évezredtől az i. e. 4. évezredet átívelve, de az i. e. 2. évezredből is kerültek elő leletek.
Az i. e. 4. évezred végéről nagyon gazdag építkezésekre utaló leletegyüttest tártak fel.
Az i. e. 3. évezredből szinte alig-alig találtak nyomokat a régészek.
Az i. e. 1. évezredből egykor szertartási célokat szolgáló építmények és az An-templom került feltárásra.